# フェルナンド・グランデ＝マルラスカ
フェルナンド・グランデ＝マルラスカ・ゴメス（スペイン語: Fernando Grande-Marlaska Gómez、1962年7月26日 - ）は、スペイン・ビスカヤ県ビルバオ出身の裁判官・政治家。スペイン社会労働党(PSOE)所属。2018年からサンチェス内閣・第2次サンチェス内閣の内務大臣を務めている。

## 経歴

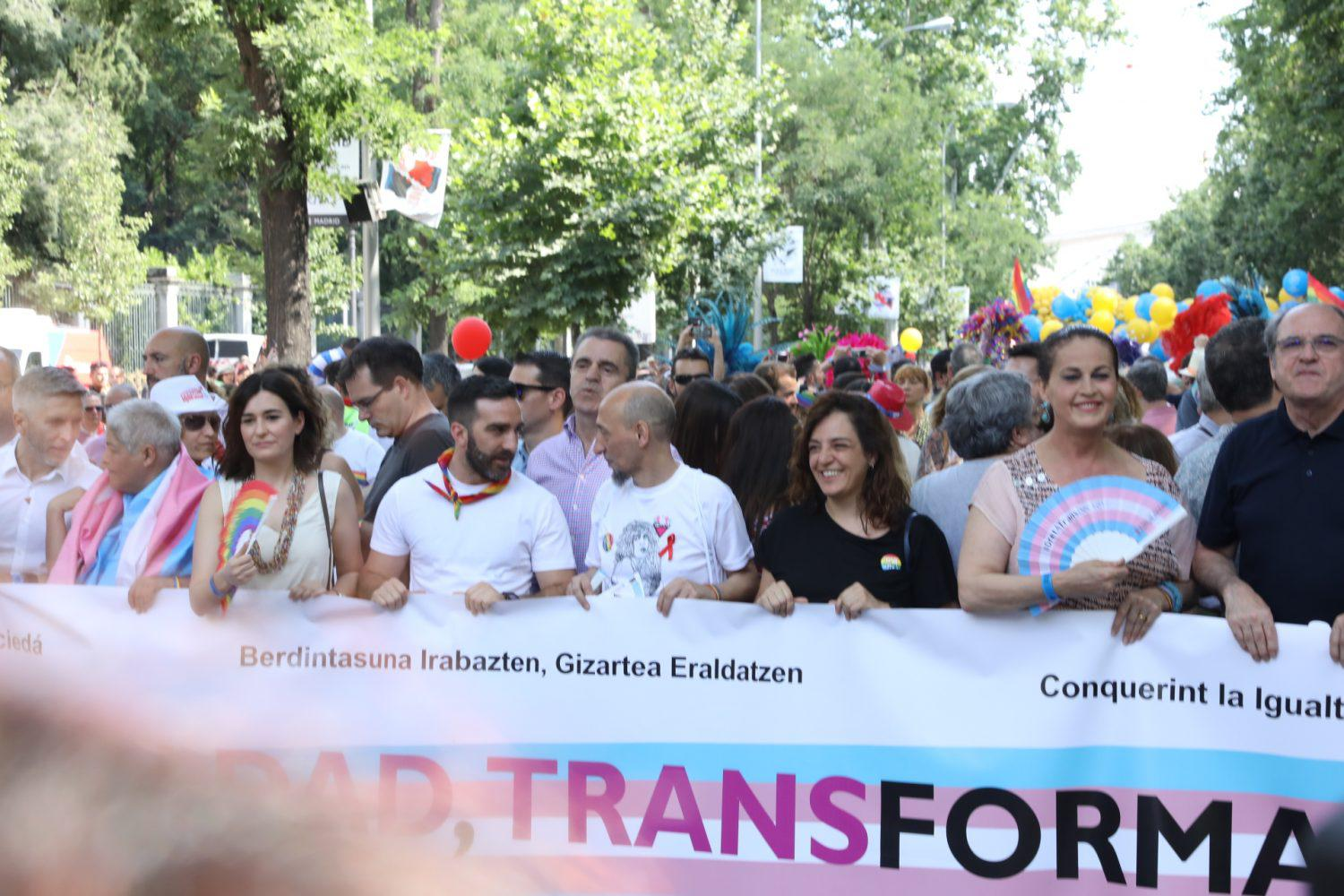
マドリードで行われたプライド・パレードにカルメン・モントンやアンヘル・ガビロンドとともに参加（2018年7月7日）

1962年にバスク地方のビスカヤ県ビルバオに生まれた。父親はビルバオ市警察の幹部であるアベリーノ・グランデである。ビルバオのデウスト大学を卒業し、1987年にカンタブリア州の裁判官となって司法の世界に入った。2004年には全国管区裁判所の裁判官に就任した。
2018年6月7日、ペドロ・サンチェスが首相を務めるサンチェス内閣の内務大臣に民間人閣僚として就任した。内務大臣への就任直後には、アフリカ大陸のセウタとメリリャに設置されているモロッコとの国境にある有刺鉄線を除去する意向を明らかにした。2019年5月21日にはスペイン下院議員に就任した。
新型コロナウイルスの感染者が急増していた2020年3月14日、サンチェス首相は国家非常事態宣言を行い、自治州が有する行政権限の一部を中央政府が直接管理できるようにした。内務大臣のグランデ＝マルラスカは4人の権限委任者の一人となった。

## 人物
同性愛者であることを公言しており、LGBT人権活動家でもある。2005年には長年のパートナーである男性と結婚した。